# Schloss Hochberg

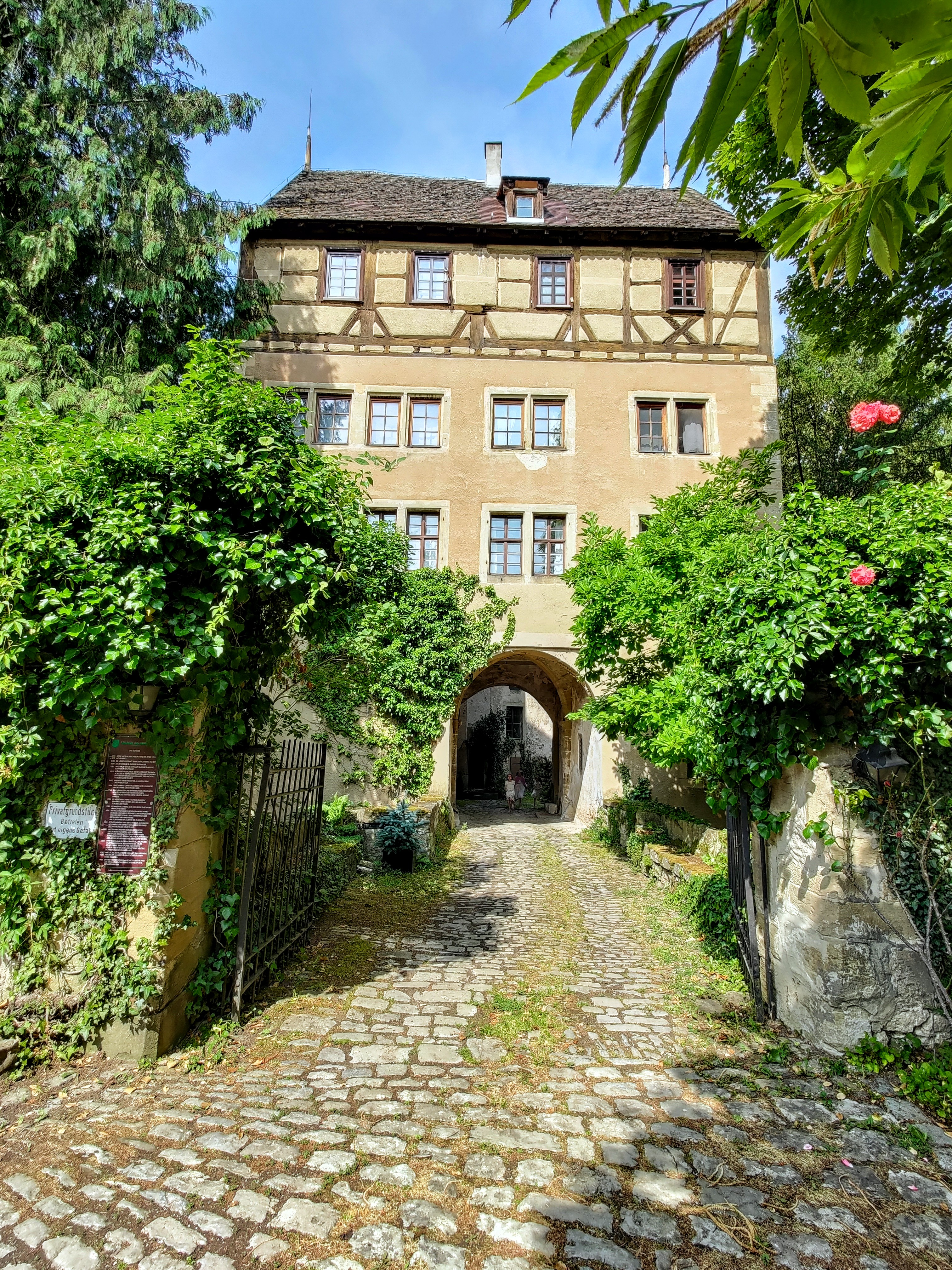
Torhaus des Schlosses, erbaut 1593 von Heinrich Schickhardt

Schloss Hochberg (vormals Burg Hochberg sowie ursprünglich Burg Hohenberg) ist eine im Mittelalter gegründete Burganlage, die im 16. Jahrhundert zum Schloss ausgebaut wurde. Das Schloss war Sitz der Herrschaft Hochberg und liegt im Stadtteil Hochberg der Stadt Remseck am Neckar im Landkreis Ludwigsburg in Baden-Württemberg.

## Geschichte
Im 13. Jahrhundert sind in Hochberg die Ortsadligen Herren von Hochberg überliefert, die den mittelalterlichen Kern der Burg gebaut haben sollen. 1337 erhielt der möglicherweise vom ehemaligen Ortsadel abstammende Werner II. Nothaft die Burg Hohenberg als Lehen. Die Familie nannte sich nach dem neuen Sitz von da an Nothaft von Hohenberg. Mit den Nothaft wurde Hochberg dann im 16. Jahrhundert Teil des Ritterkantons Kocher. Die Burg war nun Kern einer reichsritterschaftlichen Herrschaft, zu der auch Kirschenhardthof sowie zeitweise Hochdorf zählte.
1593 beauftragte der württembergische Truchsess Wolf Jacob Nothaft den dortigen Hofbaumeister Heinrich Schickhardt die rechteckige Burganlage im Stil der Renaissance zum sogenannten Neuen Schloss auszubauen. Dabei wurde es unter anderem um ein vierstöckiges Torgebäude erweitert sowie die südöstliche Hauptfront unter Einbeziehung des Steinhauses der ehemaligen Burg gestaltet. Da Philipp Jacob Nothaft keine männlichen Erben hatte, übergab er den Familienbesitz samt Schloss Hochberg 1684 an Uriel von Gemmingen, den Ehemann seiner Enkeltochter. Um 1700 ließen die von Gemmingen das Schloss erneut modernisieren.
1779 wurde Schloss Hochberg an Friedrich Eugen von Württemberg verkauft und von diesem zur Sommerresidenz ausgebaut, ab 1781 wurde es von den Herzögen von Württemberg für Jagden genutzt. 1831 wurde das Schloss von Württemberg an den Ludwigsburger Unternehmer Nast verkauft, der eine Lampenfabrik im Schloss errichtete. Im Jahre 1837 kaufte Caroline Gräfin von Marpalu das Schloss und verkaufte es schon vier Jahre später an den württembergischen Außenminister und geheimen Legationsrat Karl Eugen von Hügel. Das Schloss blieb bis 1936 in Besitz der Familie Hügel, dann geriet es durch Zwangsversteigerung in bürgerlichen Besitz und wird bis heute privat genutzt.
Zur Anlage gehören noch die 1752 erbaute Kelter und das 1778 erbaute Stabsamtshaus. Die Kelter wurde bis zu ihrer Schließung 1917 als solche genutzt. 1990 und 1991 wurde sie saniert und zur Gemeindehalle umfunktioniert. Das ehemalige Stabsamtshaus diente 1784 bis 1821 als Stabsamtssitz des Stabsamts Hohenberg, seit 1821 wird es als Pfarrhaus genutzt.

## Sage
Mit dem Schloss verbunden ist die Sage des Fräuleins vom Schlossberg. In einem unterirdischen Gelass unterhalb des Schloss soll früher ein gütiges Fräulein gelebt haben, das die Bauern auf den Feldern mit Wein und Brot versorgt haben soll. Ein Junge soll ihr eines Tages das Messer entwendet haben, mit dem sie das Brot aufschnitt. Aufgrund dieser Undankbarkeit verschwand sie im Wald und wurde nie wieder gesehen.